# Артур Рук (вершник)
Артур Рук (англ. Arthur Rook, 26 травня 1921 — 30 вересня 1989) — британський вершник.
Олімпійський чемпіон 1956 року в командному триборстві.
Чемпіон Європи з кінного триборства 1953 (індивідуальне триборство), 1954 (командне триборство), 1955 (командне триборство) років, бронзовий призер 1954 року в індивідуальному триборстві.